# Recuva
Recuva (que se pronuncia como "recover"; "recuperar" em inglês) é um utilitário freeware para o Windows que serve para restaurar arquivos acidentalmente deletados do computador. Isso inclui arquivos que foram excluídos pelo comando "Esvaziar lixeira" e também imagens e outros arquivos que foram deletados da câmera digital ou tocadores de MP3. Também pode trazer de volta alguns arquivos que foram deletados por bugs, travamentos e vírus (se possível).

## Atuação
Ao deletar os arquivos do computador, estamos informando ao sistema operacional que o cluster (porção do disco rígido) onde o arquivo está pode ser substituída por outros dados.
Exemplo: Suponha que no cluster 200 havia um arquivo chamado 123.exe que o usuário deletou. O sistema operacional, então, recebe um sinal que "diz" ao HDD que ele já pode substituir os dados por outros. Se o usuário utilizar o Recuva ou outro programa para recuperar o arquivo 123.exe e o cluster ainda não estiver sobrescrito por outro arquivo que o usuário colocou na máquina, o software de recuperação fará o processo inverso: "dirá" ao sistema operacional que o cluster não pode ser sobrescrito, restaurando assim o arquivo.

## Melhorias noRecuva
- v1.53.1087
  - Suporte aprimorado do sistema de arquivos Ext4 e Ext3
  - Escala de arquivos de partição melhorada para Fat32
  - Sobrescrita segura otimizada no Windows 10
  - Detecção de drive e partição aprimorada
  - Melhor navegação no teclado
  - Melhorias na interface de usuário
  - Pequenas correções de bugs